# Djoum (Cameroun)
Pour les articles homonymes, voir Djoum.
Djoum est un village du Cameroun situé dans le département du Haut-Nyong de la région de l'Est, précisément au niveau de l'arrondissement (commune) Bebend.

## Population
En 2005, le village comptait 306 habitants, dont 158 sont des hommes et 148 des femmes.

## Urbanisme et services publics
La localité dispose d'une centrale électrique isolée exploitée par Enéo d'une capacité installée de 1 500 kW construite en 1998.